# 부남중학교 (경북)
부남중학교(府南中學校)는 경상북도 청송군 부남면에 있었던 사립 중학교이다.

## 연혁
- 1970년 2월 28일 : 개교
- 2013년 2월 28일 : 43년만에 폐교[1]

## 같이 보기
- 청송자동차고등학교